# Campionat de Canàries de futbol
El Campionat de Canàries de futbol, també anomenat Campionat Regional de Canàries, fou la màxima competició futbolística disputada a Canàries en els primers anys del futbol al territori.

## Història
La primera edició es disputà l'any 1912 i fou guanyada per l'Sporting Victoria de Las Palmas, campionat que no és considerat oficial. Després de diversos anys en els que el campionat no es va poder disputar per la Crisi espanyola de 1917, la competició es reprengué l'any 1922 sota el patrocini de la fàbrica de tabac Lucana 66, que donà un trofeu, de manera que el campionat fou anomenat Campionat de Canàries-Copa Lucana.
La Federació Canària de Futbol va ser fundada el 13 de setembre de 1926, amb l'objectiu de formalitzar i estructurar el futbol canari. Aquesta organitzà el campionat fins a l'any 1931, quan problemes entre els clubs d'ambdues illes provocaren la separació de la federació en dues federacions, la Federació Tinerfenya i la Federació de Las Palmas. Des d'aleshores, cada federació organitzà el seu propi campionat regional, de manera que el representant canari per al Campionat d'Espanya fou el campió tinerfeny durant els anys parells i el campió de Las Palmas els anys senars.
A diferència de la resta de campionats regionals, convertits en divisions regionals de la Lliga Espanyola l'any 1940, els campionats regionals de Tenerife i Las Palmas encara van sobreviure com a campionats de primer nivell fins que l'Assemblea de la Reial Federació Espanyola de Futbol va acceptar l'entrada de Canàries a la competició de la Lliga el juny de 1949, permetent l'ascens d'aquests campionats a Segona Divisió. Paral·lelament, les dues federacions canàries van organitzar conjuntament una sèrie de competicions arreu de l'arxipèlag. Finalment, l'assemblea de la federació acceptà l'ingrés de les Canàries en la competició de lliga el juny de 1949.

## Historial
Font:
| Campionat de Canàries | Campionat de Canàries              | Campionat de Canàries              | Campionat de Canàries              |
| Temporada             | Campió                             | Resultat                           | Subcampió                          |
| --------------------- | ---------------------------------- | ---------------------------------- | ---------------------------------- |
| 1911-12               | Sporting Club Victoria             | 1-0                                | Tenerife Sporting Club             |
| 1912-13               | Sporting Club Victoria             | 3-0                                | Tenerife Sporting Club             |
| 1913-14               | Tenerife Sporting Club             | 1-0                                | Marino FC                          |
| 1914-15               | Tenerife Sporting Club             | 4-0                                | Marino FC                          |
| 1915-16               | Tenerife Sporting Club             | 2-0                                | CD Porteño                         |
| 1916-17               | Marino FC                          | 3-0                                | Tenerife Sporting Club             |
| 1917-18               | no es disputà per la crisi de 1917 | no es disputà per la crisi de 1917 | no es disputà per la crisi de 1917 |
| 1918-19               | CD Gran Canaria                    | 2-1                                | Tenerife Sporting Club             |
| 1919-20               | no es disputà per la crisi de 1917 | no es disputà per la crisi de 1917 | no es disputà per la crisi de 1917 |
| 1920-21               | no es disputà per la crisi de 1917 | no es disputà per la crisi de 1917 | no es disputà per la crisi de 1917 |
| 1921-22               | no es disputà per la crisi de 1917 | no es disputà per la crisi de 1917 | no es disputà per la crisi de 1917 |
| 1922-23               | Marino FC                          | 0-0, 2-0                           | CD Tenerife                        |
| 1923-24               | CD Santa Catalina                  | 1-0                                | CD Tenerife                        |
| 1924-25               | no es disputà                      | no es disputà                      | no es disputà                      |
| 1925-26               | no es disputà                      | no es disputà                      | no es disputà                      |
| 1926-27               | Real Club Victoria                 | lliga                              | Iberia FC                          |
| 1927-28               | Real Club Victoria                 | 1-1, 1-1, 0-1, 0-1, 3-1            | Iberia FC                          |
| 1928-29               | Marino FC                          |                                    | CD Tenerife                        |
| 1929-30               | Real Club Victoria                 |                                    | CD Tenerife                        |
| 1930-31               | anul·lat                           | anul·lat                           | anul·lat                           |

| Campionat de Tenerife  |           | Campionat de Gran Canària |
| Campió                 | Temporada | Campió                    |
| ---------------------- | --------- | ------------------------- |
| Real Unión de Tenerife | 1930-31   | no es disputà             |
| CD Tenerife            | 1931-32   | no es disputà             |
| CD Tenerife            | 1932-33   | Club Victoria             |
| CD Tenerife            | 1933-34   | Marino FC                 |
| CD Tenerife            | 1934-35   | Club Victoria             |
| Unión de Tenerife      | 1935-36   | Marino FC                 |
| no es disputà          | 1936-37   | no es disputà             |
| no es disputà          | 1937-38   | no es disputà             |
| no es disputà          | 1938-39   | no es disputà             |
| CD Tenerife            | 1939-40   | no es disputà             |
| CD Tenerife            | 1940-41   | Atlético Club             |

| Campionat de Canàries | Campionat de Canàries | Campionat de Canàries | Campionat de Canàries  |
| Temporada             | Campió                | Resultat              | Subcampió              |
| --------------------- | --------------------- | --------------------- | ---------------------- |
| 1941-42               | Real Club Victoria    | 4-1, 2-3              | Real Unión de Tenerife |
| 1942-43               | Marino FC             | 2-2, 2-0              | CD Iberia              |
| 1943-44               | Real Club Victoria    | 0-0, 9-1              | CD Price               |
| 1944-45               | Marino FC             | 2-0, 4-2              | CD Iberia              |
| 1945-46               | Marino FC             | 5-0, 3-0              | CD Tenerife            |
| 1946-47               | Real Club Victoria    | 0-2, 5-0              | Real Hespérides CF     |
| 1947-48               | Marino FC             | 0-0, 2-1              | Real Hespérides CF     |
| 1948-49               | Real Club Victoria    | 4-1, 1-3              | Real Hespérides CF     |

1. 1 2 3  Campionat considerat no oficial.
2. ↑  Aquest club és una entitat diferent del posterior Sporting Club Tenerife, actual Club Deportivo Tenerife, tot i que aquests se'n podrien considerar hereus.[3]
3. ↑  L'equip gran canari del Marino FC es retirà abans de finalitzar el partit.[14]
4. ↑  L'equip gran canari del Porteño es retirà abans de finalitzar el partit.[14]
5. 1 2  Tot i que Espanya va ser neutral i no va participar en la Gran Guerra, aquesta va tenir repercussions que van afectar el territori, i especialment a les Canàries a causa de la seva llunyania d'una banda amb la península i per la seva proximitat amb Àfrica, dificultant les disputes esportives al territori en una època de fam i penúries a les Canàries.
6. ↑  Es convidà a tots els clubs d'ambdues illes però alguns clubs de Tenerife refusaren de participar-hi.
7. ↑  Iberia fou desqualificat.
8. ↑  Hi va haver problemes entre els clubs de Las Palmas i Tenerife, fet que provocà la suspensió del campionat canari. Real Unión de Tenerife guanyà el campionat tinerfeny, mentre que el campió de Las Palmas restà vacant. Com a conseqüència la Federació de Canàries es dissolgué i es crearen federacions separades a Las Palmas i Tenerife.[15]

## Palmarès
(inclosos els campionats no oficials i els campionats de Tenerife i Las Palmas)
- Real Club Victoria (inclou Sporting Victoria): 11 títols (1911-12, 1912-13, 1926-27, 1927-28, 1929-30, 1932-33, 1934-35, 1941-42, 1943-44, 1946-47, 1948-49)
- Marino Football Club: 9 títols (1916-17, 1922-23, 1928-29, 1933-34, 1935-36, 1942-43, 1944-45, 1945-46, 1947-48)
- Club Deportivo Tenerife: 6 títols (1931-32, 1932-33, 1933-34, 1934-35, 1939-40, 1940-41)
- Tenerife Sporting Club: 3 títols (1913-14, 1914-15, 1915-16)
- Real Unión de Tenerife: 2 títols (1930-31, 1935-36)
- Atlético Club Las Palmas (inclou Santa Catalina CF): 2 títols (1923-24, 1940-41)
- Club Deportivo Gran Canaria: 1 títol (1918-19)